# Jurek Sipiński
Jurek Sipiński (ur. 22 listopada 1934 w Lesznie, zm. 7 marca 1991 tamże) – polski żużlowiec.
Był zawodnikiem Unii Leszno. Młodzieżowy mistrz Polski z 1952 roku.
Po zakończeniu kariery sportowej związany z żużlem jako sędzia Polskiego Związku Motorowego i działacz sportowy Unii Leszno.
Kuzyn polskiej piosenkarki Urszuli Sipińskiej.